# جبل عبد الرحمن (صعفان)

تعديل مصدري - تعديل

جبل عبد الرحمن هي إحدى قرى عزلة مدول بمديرية صعفان التابعة لمحافظة صنعاء، بلغ تعداد سكانها 589 نسمة حسب تعداد اليمن لعام 2004.